# FC Hispano-Bastidienne Bordeaux
Der FC Hispano-Bastidienne Bordeaux war ein kurzlebiger französischer Fußballverein aus Bordeaux. Er bestand nur eine einzige Saison (1934/35) als Fusion der örtlichen Klubs Sporting Club de la Bastidienne und Club Deportivo Español, die anschließend – beide dann als Amateure – wieder getrennte Wege gingen.

## Geschichte
Die Geschichte des FC Hispano-Bastidienne ist im Wesentlichen die Geschichte der beiden Vereine, die ihn durch ihren zeitweiligen Zusammenschluss gebildet hatten. Dies geschah auch nicht freiwillig, sondern war eine Zwangsvereinigung (union forcée), weil es in Bordeaux – anders als in Paris, Lille und Roubaix, die allerdings auch zu den ganz frühen Hochburgen des Fußballs in Frankreich zählten – nach Maßgabe des französischen Verbandes FFFA nur einen Profiverein geben durfte.

### FC Hispano-Bastidienne
Dieser am 28. Juni 1934 gegründete Fusionsverein spielte in der Saison 1934/35 in der zweiten Division, die er als Tabellenletzter abschloss. In 26 Punktspielen waren ihm lediglich drei Siege (gegen Le Havre AC, Racing Calais und SM Caen) sowie vier Unentschieden gelungen; von ihren Auswärtsspielen brachten die Südwestfranzosen sogar nur einen einzigen Punkt mit, und das vom Vorletzten AS Villeurbanne. Es war über die gesamte Saison zu Streitereien und Eifersüchteleien zwischen den Angehörigen der beiden vereinigten Klubs gekommen; so beklagte sich der renommierte englische Trainer Victor Gibson frühzeitig darüber, dass die Ex-CDE-Spieler nicht auf ihn hörten. Folgerichtig warf Gibson im Januar 1935 das Handtuch; Ende Februar legten die Funktionäre ihre Ämter nieder, die von CD Español zu Hispano-Bastidienne gekommen waren. Unmittelbar nach Saisonende gab der FC Hispano-Bastidienne seine Profilizenz freiwillig zurück und löste sich im Juni 1935 wieder auf.
Auch im Landespokalwettbewerb um die Coupe de France brachte es Hispano-Bastidienne in dieser Spielzeit nicht sehr weit: zwar erreichte die Mannschaft die landesweite Hauptrunde, schied aber bereits im Zweiunddreißigstelfinale gegen die Amateure der AS Brest mit 2:3 aus.

### SC de la Bastidienne
Gegründet wurde der Klub 1904 als Étoile Sportive Bastidienne; 1905 nahm er den Namen SC de la Bastidienne an, wurde offiziell als Verein aber erst im Januar 1921 bei der Präfektur registriert. Er ist im gewerblich geprägten, lange Zeit überwiegend von Arbeitern bewohnten Stadtviertel La Bastide am rechten Ufer der Garonne beheimatet. In der Spielzeit 1919/20 gewann der SC seinen ersten Titel als Südwestfrankreichmeister. Während der 1920er und der frühen 1930er Jahre war Bastidienne neben der VGA du Médoc und vor dem FC Bordeaux-Bouscat, Stade Bordelais UC und EC Bordeaux fußballerisch die Nummer 1 in der Stadt; der Aufstieg der Girondins begann erst Ende der 1930er. Bastidienne wurde 1923, 1925, 1927 und 1933 jeweils Meister der aquitanischen Division d’Honneur, nahm 1933 Profistatus an und spielte 1933/34 in der Südgruppe der zu dieser Saison neu eingerichteten zweiten Liga. Diese schloss die Mannschaft allerdings nur auf dem vorletzten Tabellenplatz ab, obschon sie sich mit drei Österreichern verstärkt hatte.
Dafür war der Verein im Landespokal zwischen 1919 und 1934 nicht nur mit Ausnahme zweier Spielzeiten stets in der Hauptrunde vertreten, sondern er stieß bei diesen 13 Teilnahmen sechs Mal ins Sechzehntel- sowie drei Mal (1928 bis 1930) sogar in das Achtelfinale vor. In der ersten Hälfte der 1920er scheiterte La Bastidienne zwei Mal an Olympique Marseille; in den Achtelfinalbegegnungen Ende des Jahrzehnts waren es jeweils Teams aus Nordfrankreich (Olympique Lille, UR Dunkerque und CA Paris), die Bordeaux den Weg unter die letzten acht Teilnehmer versperrten.
Nach dem Zweiten Weltkrieg verzeichnete der SC de la Bastidienne nochmals einen Höhenflug im Landespokalwettbewerb, als er von 1949/50 bis 1953/54 fünf Mal in Folge die Hauptrunde erreichte und es davon 1950, 1953 und 1954 bis in das Sechzehntelfinale brachte. Hervorstechend dabei war das Zweiunddreißigstelfinale 1950, als der Fünftligist den Erstdivisionär Racing Lens mit 3:2 bezwang, was L’Équipe am folgenden Tag als „unerwartbare Sensation“ bezeichnete. In Rennes auf neutralem Platz, wie damals im Pokal üblich, lag der krasse Außenseiter mit 0:1 und 1:2 zurück, ehe er die Partie in den letzten acht Spielminuten noch zu drehen vermochte. Anschließend unterlag die Mannschaft dem FC Sochaux mit 0:3, wie es in diesen fünf Saisons überhaupt jeweils Vereine aus der höchsten Liga waren, gegen die die Amateure die Segel streichen mussten, zweimal davon der FC Sète.
Bei seinem ersten wie bei seinem bisher letzten der insgesamt 18 Auftritte in der Pokalhauptrunde war es übrigens jeweils ein Lokalrivale, der den SC besiegte: 1920 der Stade Bordelais UC und 1954 die Girondins.
1953 wurde der SC erneut Meister der Division d’Honneur Aquitaniens und stieg in die landesweit oberste Amateurliga (CFA) auf. Ende der 1960er begann Bastidiennes Absturz bis in die untersten lokalen Ligen; erst 1996 erfolgte die Rückkehr wenigstens in den regionalen Amateurligabereich. Dies war allerdings nicht von Dauer; 2011/12 spielte die erste Männermannschaft des SC Bastidienne in der Promotion de Ligue d'Aquitaine, also auf der zehnthöchsten Ligenstufe in Frankreich. Heimstadion der Rot-Weißen ist das 1935 eröffnete Stade Galin, das über eine Tribüne mit 2.450 Sitzplätzen verfügt.
Seit den 1990ern wird im Verein auch Frauenfußball betrieben.

### CD Español
Der wohl in den 1920er Jahren gegründete CD Español, der in Frankreich auch „Espagnol“ geschrieben wird, war ein Verein der Bevölkerungsgruppe von in die Region Bordeaux eingewanderten, dort beschäftigten oder studierenden Spaniern, aus der sich auch die Mehrzahl der Spieler rekrutierte. Seine Vereinsfarben waren Violett, Gelb und Rot. Ihre Heimspiele trug die Mannschaft im wenige Kilometer außerhalb der Stadt gelegenen Villenave-d’Ornon aus.
Erst ein Jahr zuvor zum ersten Mal in die Division d’Honneur aufgestiegen, wurde der CD Español 1932 Meister und 1933 – diesmal hinter dem SC Bastidienne – Vizemeister der aquitanischen Liga. Als solcher wurde sein Antrag positiv beschieden, wie der Lokalrivale 1933/34 ebenfalls in der professionellen zweiten Division antreten zu dürfen. Die Spanier schlossen die Saison als Tabellenvierter der Südgruppe ab und hatten dabei die beiden prestigeträchtigen Derbies gegen Bastidienne mit 4:1 beziehungsweise 2:1 für sich entscheiden können.
Im Pokal brachte es der CDE zwischen 1928 und 1939 auf fünf Hauptrundenteilnahmen, in denen er keinmal das Zweiunddreißigstelfinale überstand; vielmehr kassierte er 1934, 1937 und 1939 jeweils besonders heftige Niederlagen (0:10 gegen den FC Sète, 0:8 gegen Olympique Marseille und 0:6 gegen den Toulouse FC). Möglicherweise während des Kriegs und der deutschen Besatzung hat der Verein sich aufgelöst.

## Bekannte ehemalige Spieler und Trainer
- „Jean-Pierre“ Bakrim, Ex-Girondins-Profi, Spielertrainer beim SC Bastidienne ab 1949
- Victor Gibson, Trainer 1934 bis Januar 1935 bei Hispano-Bastidienne
- Willibald Hahn, 1933/34 beim SC Bastidienne
- Johann Kaburek, 1933/34 beim SC Bastidienne[12]
- Hoda Lattaf, als Jugendliche bis 1996 beim SC Bastidienne, spätere Nationalspielerin
- Ferdinand Schreiber, 1933/34 beim SC Bastidienne
- Alexandre Villaplane, 1934/35 als Spieler unter Vertrag bei Hispano-Bastidienne, aber ohne Punktspieleinsatz